# Pablo Petrecca
Pablo Alexis Petrecca (Junín, 18 de noviembre de 1978) es un político y contador argentino, intendente del Partido de Junín, en la provincia de Buenos Aires.

## Biografía
Está casado desde 2013 y tiene dos hijos. Adhiere a la fe cristiana evangélica.

## Política
En 2007 ingresó al PRO. En el 2009 fue presidente de la juventud del PRO en la IV Sección electoral de la provincia de Buenos Aires. En 2011, se presentó como candidato a intendente En 2013 fue elegido Concejal, En 2016 tras las acusaciones de corrupción contra el candidato a diputado nacional de Cambiemos, Fernando Niembro, se presentó un pedido de informes con el objetivo de investigar presuntas contrataciones en Junín por parte de “La Usina” durante actos del PRO realizados por Petrecca en esa ciudad.
En 2015, se presentó como candidato a Intendente de Junín por Cambiemos, con el 37% Frente al entonces intendente, Mario Meoni, del Frente Renovador dónde fue electo.En mayo de 2019 se descubrió que una empleada de la municipalidad allegada a Petrecca había sido contratada para suministrar pan a comedores escolares por dos millones de pesos. La operación fue denunciada ante el tribunal de cuentas, dado que la mujer estaba de los dos lados del mostrador como testaferro de Petrecca, violando las normas municipales que establecen que los empleados de la comuna no pueden tener contratos de obra o servicios con la misma. 
En 2019, sería reelectoMeses después se denuncio penalmente que Pablo Petrecca, por haber financiado su campaña con dinero del erario Porteño.Desde el 10 de enero al 18 de julio del 2019, Petreca creó seis plazos fijos por más de 2 millones de pesos y sumó a su patrimonio 40 mil dólares y una mansión de 500 mil dólares que adquirió sin sacar ningún crédito hipotecario o personal. También se descubrió que el hermano del intendente Cristhian David Petrecca, también posee un plazo fijo por un millón y medio  de pesos. También se denuncio que petrecca podía tener información “privilegiada” para realizar operaciones con una cuenta en dólares, días antes de suba de la divisa Petrecca extrajo 40 mil dólares de su cuenta personal extrajo el equivalente de 850 mil pesos de su cuenta dolarizada en el Banco Provincia.En 2019 el concejo deliberante presentó una denuncia por los fondos del Servicio Alimentario Escolar, denunciando que la licitación contenía irregularidades e ilegalidades, entre los puntos más polémicos, se le asignaba un cargo a una mujer cercana al intendente y la conformaba como la única oferente del rubro panadería en todo Junín. El bloque del Frente Renovador denunció que en la licitación por el Servicio Alimentario Escolar, el intendente benefició a una mujer allegada a su iglesia evangélica por más de un millon de pesos. Anteriormente habían surgido varias polémicas en torno al mal manejo de los fondos públicos de la gestioón Cambiemos, la fiscal Vanina Lisazo investigó una “presunta conexión entre una empresa adjudicataria de obras públicas en Junín y familiares de Pablo Petreca”.
En 2023, volvió a ser electo como Intendente de Junín por Juntos por el Cambio, Derrotando a la candidata del Peronismo Juninense Valeria Arata.

## Obras realizadas por su Gestión
En mayo de 2017, anunció que sanearía el basural de Junín, considerado uno de los más grandes de la provincia de Buenos Aires.En 2016 tras  las acusaciones de corrupción contra el candidato a diputado nacional de Cambiemos, Fernando Niembro, se presentó un pedido de informes con el objetivo de investigar presuntas contrataciones en Junín por parte de “La Usina” durante actos del PRO realizados por Petrecca en esa ciudad. Meses después se denuncio penalmente que Pablo Petrecca, por haber financiado su campaña con dinero del erario Porteño.
En mayo de 2019 se descubrió que una empleada de la municipalidad había sido contratada para suministrar pan a comedores escolares por dos millones de pesos. La operación fue denunciada ante el tribunal de cuentas, dado que la mujer estaba de los dos lados del mostrador como testaferro de Petrecca, violando las normas municipales que establecen que los empleados de la comuna no pueden tener contratos de obra o servicios con la misma. 
En 2019 el concejo deliberante presentó una denuncia por los fondos del Servicio Alimentario Escolar, denunciando que la licitación contenía irregularidades e ilegalidades, entre los puntos más polémicos, se le asignaba un cargo a una mujer cercana al intendente y la conformaba como la única oferente del rubro panadería en todo Junín. El bloque del Frente Renovador denunció que en la licitación por el Servicio Alimentario Escolar, el intendente benefició a una mujer allegada a su iglesia evangélica por más de un millon de pesos. Anteriormente habían surgido varias polémicas en torno al mal manejo de los fondos públicos de la gestioón Cambiemos, la fiscal Vanina Lisazo investigó una “presunta conexión entre una empresa adjudicataria de obras públicas en Junín y familiares de Pablo Petreca”.En 2019 la Asociación de Periodistas del Noroeste Bonaerense (APENOBA), denunció amenazas que  sufrieron cronistas por parte del intendente Petrecca cuando se investigaba una presunta red de corrupción en el municipio que incluía a allegados del intendenteEn su primer año como intendente Petrecca compro una imponente casa con 500 mil dólares en efectivo, y  otros 200 mil dólares más, unos 4 millones de pesos, en refacciones, entre ellas salas de cine, pileta climatizada, baños con jacuzzi, una decena de aires acondicionados, dormitorios en suite y hasta  baños con su propio Iphone 7 incluido. Tras una averiguación de registros financieros Petrecca, hasta el 2016, fue monotributista.
Fue imputado por el juez Pedro Plou y por el “presunto delito de defraudación en perjuicio de la Administración Pública y lavado de dinero, del que participaba el actual alcalde de Junín, sino también parte de su intimidad familiar y funcionarios de la iglesia evangelista que liderara el padre, Samuel Petrecca y luego su hermano. Según la fiscalía se habrían desviado cientos de millones de pesos de las arcas públicas de Junin, la mayoría de las personas integrantes era. funcionarios municipales o familiares del intendente. Algunos de ellos integran la Iglesia Evangélica denominada ‘Iglesia Catedral de la Esperanza’ y poseían al momento de la denuncia un patrimonio de 30 inmuebles y varios automóviles de alta gama.El hermano del intendente, Walter Fabián Petrecca quien fuera titular del ANSeS Junín durante el gobierno del PRO.
Construcciones SRL de David Mingrino pastor evangelista amigo de Samuel Petrecca y cofundadora junto con la familia Petrecca de la Iglesia Cristiana Bíblica, quien fue favorecida en Junín con obra pública de la gestión Petrecca por cerca de 30 millones de pesos sólo en 2017, dicha empresa del pastor había Sido inscripta en la AFIP un día antes de ganar las millonarias licitaciones pese a no contar con antecedentes comerciales.

## Transporte Público en Junín
Durante su primer mandato duplicó la tarifa del servicio de colectivos distribuidos tres líneas (roja, verde y azul).A 2019 la fiscal Lisado investiga el traspaso de 29 millones de pesos que el municipio de Junín le hizo a la empresa Migrino Construcciones por obra pública en menos de un año. La familia Migrino es cofundadora de la Iglesia Cristiana Bíblica junto con los Petrecca según la  documentación el circuito de corrupción se extiendia a otros integrantes del culto evangelico, y a familiares del intendente Pablo Petrecca. 

## Primer gabinete
Al asumir, Petrecca presentó a los siguientes integrantes de su gabinete:
- General: Juan Carlos Fiorini
- Gobierno: Martín Beligni
- Salud: Fabiana Mosca
- Desarrollo Social y Educación: Marisa Ferrari
- Obras Públicas: Diego Frittayón
- Hacienda, Producción y Finanzas: Ariel Díaz
- Legal y Técnica: Adrián Feldman
- Seguridad: Víctor Canosa

- Subsecretario de Gobierno: Agustina de Miguel
- Subsecretario de Servicios Sociales: Silvia Nanni
- Subsecretario de Obras y Servicios Públicos: Marcelo Balestrasse
- Subsecretario de Producción: Daniel Coria
- Subsecretario de Gestión de Calidad y Recursos Humanos: Silvina D’ambrosi
- Director de Defensa de los Consumidores y Usuarios: Fernando Oscar Scanavino
- Director de Cultura y Turismo: Luis Bortolato
- Director de Deportes y Recreación: Daniel Pueyo
- Director de Juventud: Emmanuel Corna
- Director de Prensa: Nora Meres
- Asistencia a la Víctima: Laura Bruno
- Director de Comunicación: Federico Leroy
- Director de Educación: Fabiana Sienra
- Director de Mujer: Marisa Luján
- Director de Bromatología: Julio Ferrero
- Equipos viales y rurales: Néstor Traverso
- Director de Desarrollo ambiental: Perla Casella
- Agencia de Seguridad Vial: Eduardo Naya